# Astrobiology (periódico)
Astrobiology é uma publicação científica revisada por pares que cobre pesquisas sobre a origem, evolução, distribuição e futuro da vida em todo o universo.  O escopo da revista inclui astrofísica, astropaleontologia, bioastronomia, cosmoquímica, ecogenômica, exobiologia, extremófilos, geomicrobiologia, biologia gravitacional, tecnologia de detecção de vida, meteorítica, origens da vida, geociência planetária, proteção planetária, química pré-biótica, tecnologia de exploração espacial e terraformação.
De acordo com o Journal Citation Reports, o periódico tem um fator de impacto de 4.2 em 2022.